# Pfaffen-Beerfurth
Pfaffen-Beerfurth ist ein Dorf mit eigener Gemarkung im Odenwald und bildet zusammen mit Kirch-Beerfurth den Ortsteil Beerfurth der Gemeinde Reichelsheim im südhessischen Odenwaldkreis.

## Geographie
Pfaffen-Beerfurth liegt in der zum Vorderen Odenwald zählenden Gersprenzniederung nordöstlich des Hauptortes Reichelsheim. Die weitgehend landwirtschaftlich genutzte Gemarkung von Pfaffen-Beerfurth liegt westlich und links der Gersprenz, genau gegenüber von Kirch-Beerfurth auf der Ostseite des Tals. Beide Orte sind entlang der Brückenstraße zusammengewachsen. Westlich von Pfaffen-Beerfurth liegt im Zentrum der Gemarkung als höchste Erhebung der mit einigen Hektar Wald bestandene und 277 Meter hohe Hasenbuckel. In dem Tal zwischen dem Hasenbuckel und dem südlich benachbarten Schloss Reichenberg entspringt am Ratzenbrunnen der Bach an dem Seegrund und mündet im Ortskern von Pfaffen-Beerfurth in die Gersprenz.
Die nächstgelegenen Ortschaften sind im Südwesten die Kerngemeinde Reichelsheim, im Westen Eberbach, im Nordwesten Michelbach, im Norden Fränkisch-Crumbach und Gersprenz, im Südosten Kirch-Beerfurth, im Süden Bockenrod und Frohnhofen.

## Geschichte

### Ortsgeschichte
Der früheste erhalten gebliebene urkundliche Nachweis belegt das Bestehen des Ortes Berenforte seit dem Jahr 1324 und Bernffurt hiedisseyte der Bach seit 1443. Der Name Pfaffen-Beerfurth ist seit 1650 belegt. Die Herrschaftsverhältnisse der beiden Ortsteile links und rechts der Gersprenz entwickelten sich schon früh auseinander. Die Teilung wurde endgültig, als das Dorf am Westufer im Jahr 1478 an das Stift vom Heiligen Geist Heidelberg verkauft wurde, während der Osten unter der Herrschaft von Erbach-Erbach und Löwenstein-Wertheim blieb.
Hessische Gebietsreform (1970–1977)
Im Zuge der Gebietsreform in Hessen fusionierten zum 1. Dezember 1970 die Gemeinden Kirch-Beerfurth und Pfaffen-Beerfurth freiwillig zur neuen Gemeinde Beerfurth. Damals hatte der Teilort 606 Einwohner. Seit der durch Gesetz erfolgten Eingliederung der neu geschaffenen Gemeinde nach Reichelsheim am 1. August 1972 bilden Pfaffen-Beerfurth und Kirch-Beerfurth gemeinsam den Ortsbezirk Beerfurth mit Ortsbeirat und Ortsvorsteher nach der Hessischen Gemeindeordnung.

### Verwaltungsgeschichte im Überblick
Die folgende Liste zeigt die Staaten und Verwaltungseinheiten, denen Pfaffen-Beerfurth angehört(e):
- vor 1777: Heiliges Römisches Reich, Pfalzgrafschaft bei Rhein, Oberamt Heidelberg, Amt Lindenfels, Zent Hammelbach
- ab 1777: Heiliges Römisches Reich, Kurfürstentum Pfalzbayern, Pfalzgrafschaft bei Rhein, Oberamt Lindenfels, Zent Hammelbach
- ab 1803: Heiliges Römisches Reich, Landgrafschaft Hessen-Darmstadt,[Anm. 2] Fürstentum Starkenburg, Amt Lindenfels
- ab 1806: Großherzogtum Hessen (Souveränitätslande),[Anm. 3]  Fürstentum Starkenburg, Amt Lindenfels
- ab 1812: Großherzogtum Hessen (Souveränitätslande), Fürstentum Starkenburg, Amt Fürth
- ab 1815: Großherzogtum Hessen (Souveränitätslande), Provinz Starkenburg, Amt Fürth
- ab 1821: Großherzogtum Hessen, Provinz Starkenburg, Landratsbezirk Lindenfels[Anm. 4]
- ab 1832: Großherzogtum Hessen, Provinz Starkenburg, Kreis Heppenheim
- ab 1848: Großherzogtum Hessen, Regierungsbezirk Heppenheim
- ab 1852: Großherzogtum Hessen, Provinz Starkenburg, Kreis Lindenfels
- ab 1871: Deutsches Reich, Großherzogtum Hessen, Provinz Starkenburg, Kreis Lindenfels
- ab 1874: Deutsches Reich, Großherzogtum Hessen, Provinz Starkenburg, Kreis Erbach
- ab 1918: Deutsches Reich, Volksstaat Hessen,[Anm. 5] Provinz Starkenburg, Kreis Erbach
- ab 1938: Deutsches Reich, Volksstaat Hessen, Landkreis Erbach[8][Anm. 6]
- ab 1945: Deutsches Reich, Amerikanische Besatzungszone,[Anm. 7] Groß-Hessen, Regierungsbezirk Darmstadt, Landkreis Erbach
- ab 1946: Deutsches Reich, Amerikanische Besatzungszone, Hessen, Regierungsbezirk Darmstadt, Landkreis Erbach
- ab 1949: Bundesrepublik Deutschland, Hessen, Regierungsbezirk Darmstadt, Landkreis Erbach
- ab 1970: Bundesrepublik Deutschland, Hessen, Regierungsbezirk Darmstadt, Landkreis Erbach, Gemeinde Beerfurth
- ab 1972: Bundesrepublik Deutschland, Hessen, Regierungsbezirk Darmstadt, Odenwaldkreis, Gemeinde Reichelsheim

## Bevölkerung

### Einwohnerentwicklung
| Pfaffen-Beerfurth: Einwohnerzahlen von 1829 bis 1970 | Pfaffen-Beerfurth: Einwohnerzahlen von 1829 bis 1970 | Pfaffen-Beerfurth: Einwohnerzahlen von 1829 bis 1970 | Pfaffen-Beerfurth: Einwohnerzahlen von 1829 bis 1970 | Pfaffen-Beerfurth: Einwohnerzahlen von 1829 bis 1970 |
| --- | ---------------------------------------------------- | ---------------------------------------------------- | ---------------------------------------------------- | ---------------------------------------------------- |
| Jahr |                                                      |                                                      |                                                      | Einwohner                                            |
| 1829 | 1829                                                 |                                                      | 528                                                  | 528                                                  |
| 1834 | 1834                                                 |                                                      | 567                                                  | 567                                                  |
| 1840 | 1840                                                 |                                                      | 593                                                  | 593                                                  |
| 1846 | 1846                                                 |                                                      | 588                                                  | 588                                                  |
| 1852 | 1852                                                 |                                                      | 625                                                  | 625                                                  |
| 1858 | 1858                                                 |                                                      | 585                                                  | 585                                                  |
| 1864 | 1864                                                 |                                                      | 535                                                  | 535                                                  |
| 1871 | 1871                                                 |                                                      | 585                                                  | 585                                                  |
| 1875 | 1875                                                 |                                                      | 557                                                  | 557                                                  |
| 1885 | 1885                                                 |                                                      | 543                                                  | 543                                                  |
| 1895 | 1895                                                 |                                                      | 538                                                  | 538                                                  |
| 1905 | 1905                                                 |                                                      | 484                                                  | 484                                                  |
| 1910 | 1910                                                 |                                                      | 503                                                  | 503                                                  |
| 1925 | 1925                                                 |                                                      | 453                                                  | 453                                                  |
| 1939 | 1939                                                 |                                                      | 445                                                  | 445                                                  |
| 1946 | 1946                                                 |                                                      | 624                                                  | 624                                                  |
| 1950 | 1950                                                 |                                                      | 528                                                  | 528                                                  |
| 1956 | 1956                                                 |                                                      | 552                                                  | 552                                                  |
| 1961 | 1961                                                 |                                                      | 603                                                  | 603                                                  |
| 1967 | 1967                                                 |                                                      | 599                                                  | 599                                                  |
| 1970 | 1970                                                 |                                                      | 606                                                  | 606                                                  |
| Datenquelle: Historisches Gemeindeverzeichnis für Hessen: Die Bevölkerung der Gemeinden 1834 bis 1967. Wiesbaden: Hessisches Statistisches Landesamt, 1968. Weitere Quellen: LAGIS |                                                      |                                                      |                                                      |                                                      |

### Historische Religionszugehörigkeit
Im Jahr 1961 waren 517 der Einwohner evangelisch (= 85,74 %) und 84 katholisch (= 13,93 %).

## Wappen
Blasonierung: „Im blauen Schild eine silberne Taube, darunter einen silbernen sechsstrahligen Stern.“
Das Wappen wurde der damaligen Gemeinde Pfaffen-Beerfurth im Kreis Erbach am 7. Januar 1928 durch den Hessischen Innenminister genehmigt. Gestaltet wurde es durch den Darmstädter Heraldiker Georg Massoth.
Der Stern stammt aus dem Wappen der Grafen von Erbach. Die Taube symbolisiert den Heiligen Geist, als verweis auf die lange Ortsherrschaft des Stiftes vom Heiligen Geist in Heidelberg.

## Verkehr
Pfaffen-Beerfurth liegt abseits des überörtlichen Straßennetzes und ist an dieses nur mit der Brückenstraße angeschlossen. Diese führt über die Gersprenz nach Kirch-Beerfurth. Hier besteht auf der Bundesstraße 47/Bundesstraße 38 Anschluss an die Kerngemeinde Reichelsheim. Auch Verbindung mit Bensheim an der Bergstraße im Westen ist gegeben und im Osten über Ober-Gersprenz mit Michelstadt und Erbach. Nach Norden führt die B 38 in Richtung Dieburg und Darmstadt, nach Süden durch die Weschnitzsenke nach Weinheim und Heidelberg.

## Persönlichkeiten
- Philipp Ripper (1850–1907), Abgeordneter der 2. Kammer der Landstände des Großherzogtums Hessen, geboren in Pfaffen-Beerfurth